# Urogonodes patiens
Urogonodes patiens är en fjärilsart som beskrevs av W. Warren 1906. Urogonodes patiens ingår i släktet Urogonodes och familjen sikelvingar. Inga underarter finns listade i Catalogue of Life.